# براعة مؤسساتية
البراعة المؤسساتية تشير إلى قدرة وفعالية مؤسسة أو منظمة في إدارة أعمالها الحاضرة وقابليتها للتكيف مع متغيرات ومتطلبات الغد. ومن أهم أدوات البراعة المؤسساتية استخدام كل تقنيات الاستكشاف والاستغلال بنجاح.

## التسمية
البراعة المؤسساتية هي ترجمة لمصطلح (بالإنجليزية: Ambidextrous organization)‏ والتي استعملها دنكن عام 1976. وكلمة "Ambidextrous" تعني أضبط، أي مقدرة شخص على استعمال يديه الإثنين ببراعة إلى حد استثنائي. وبما أن كلمة أضبط لها معنى منافق اسبدلت بكلمة «براعة» لتعطي المصطلح معنى إيجابي. ويمكن استعمال مصطلحات أخرى مثل «إضباط مؤسساتي» أو «عسر يسر مؤسساتية» لكنهما لايعطيان وصف دقيق للمفهوم.

## روابط خارجية

### بلغة أجنبية
- مقالة حول براعة المؤسسات. دورية هارفرد للأعمال. بلإنكليزية.
- مقالة من جامعة ستانفورد حول البراعة المؤسساتية

## للإستزادة
| - إختبارات الدفاع الجوي - تعلم نشط - نظرية النشاط - مراجعة بعد العمل - براعة مؤسساتية - تعلم تعاضدي - جماعة إبداعية | - علم نفس تربوي - إدارة المعرفة - تنظيم المعرفة - نقل المعرفة - تعلم - شبكة تعلم - جماعة تعلم - صعود المركب (تنظيم) | - ذاكرة مؤسسات - هندسة مؤسسات - ربط إجتماعي - نظرية الإختيار الإسترتيجي - نظرية النص والتخاطب - شبكة القيم - تحليل شبكة القيم |